# Anja von Rekowski
Anja von Rekowski (ur. 13 grudnia 1975) – niemiecka judoczka. Dwukrotna olimpijka. Zajęła piąte miejsce w Sydney 2000 i czternaste w Atlancie 1996. Walczyła w wadze półśredniej i średniej.
Wicemistrzyni świata w 1997; uczestniczka zawodów w 1999 i 2001. Startowała w Pucharze Świata w latach 1995–2000. Brązowa medalistka mistrzostw Europy w 1996 i 1999 roku.

## Letnie Igrzyska Olimpijskie 1996
| Konkurencja | Rundy eliminacyjne           | Rundy eliminacyjne      | Klas. końcowa |
| Konkurencja | 1/16                         | 1/4                     | Miejsce       |
| ----------- | ---------------------------- | ----------------------- | ------------- |
| 66 kg       | Emanuela Pierantozzi (ITA) Z | Rowena Sweatman (GBR) P | 14.           |

## Letnie Igrzyska Olimpijskie 2000
| Konkurencja | Rundy eliminacyjne   | Rundy eliminacyjne    | Finały                       | Finały                    | Klas. końcowa |
| Konkurencja | 1/16                 | 1/4                   | 1/2                          | O 3. miejsce              | Miejsce       |
| ----------- | -------------------- | --------------------- | ---------------------------- | ------------------------- | ------------- |
| 63 kg       | Saida Dhahri (TUN) Z | Karen Roberts (GBR) Z | Séverine Vandenhende (FRA) P | Gella Vandecaveye (BEL) P | 5.            |